# Viña Concha y Toro

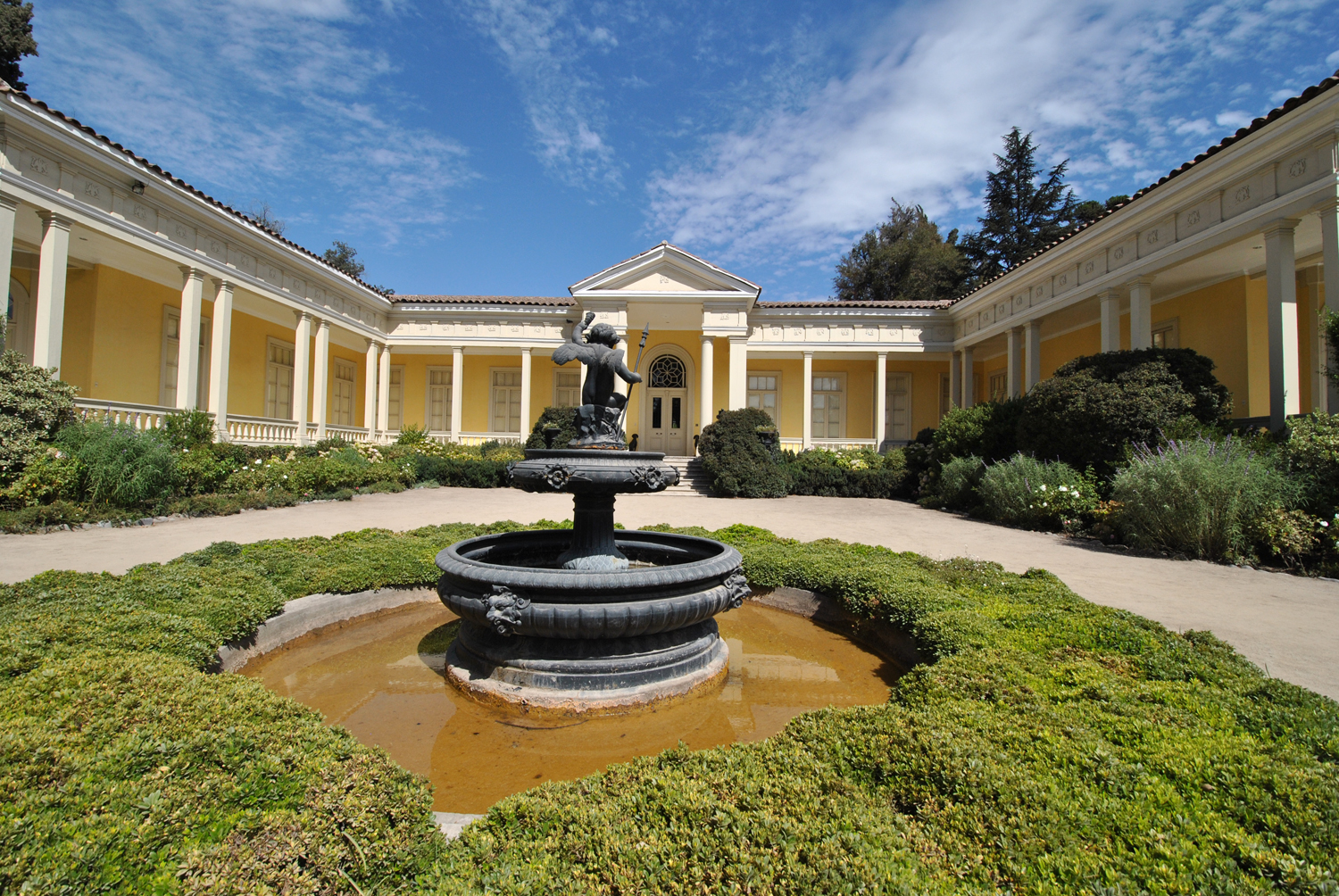
Frontis de la casa patronal de Concha y Toro en Pirque.

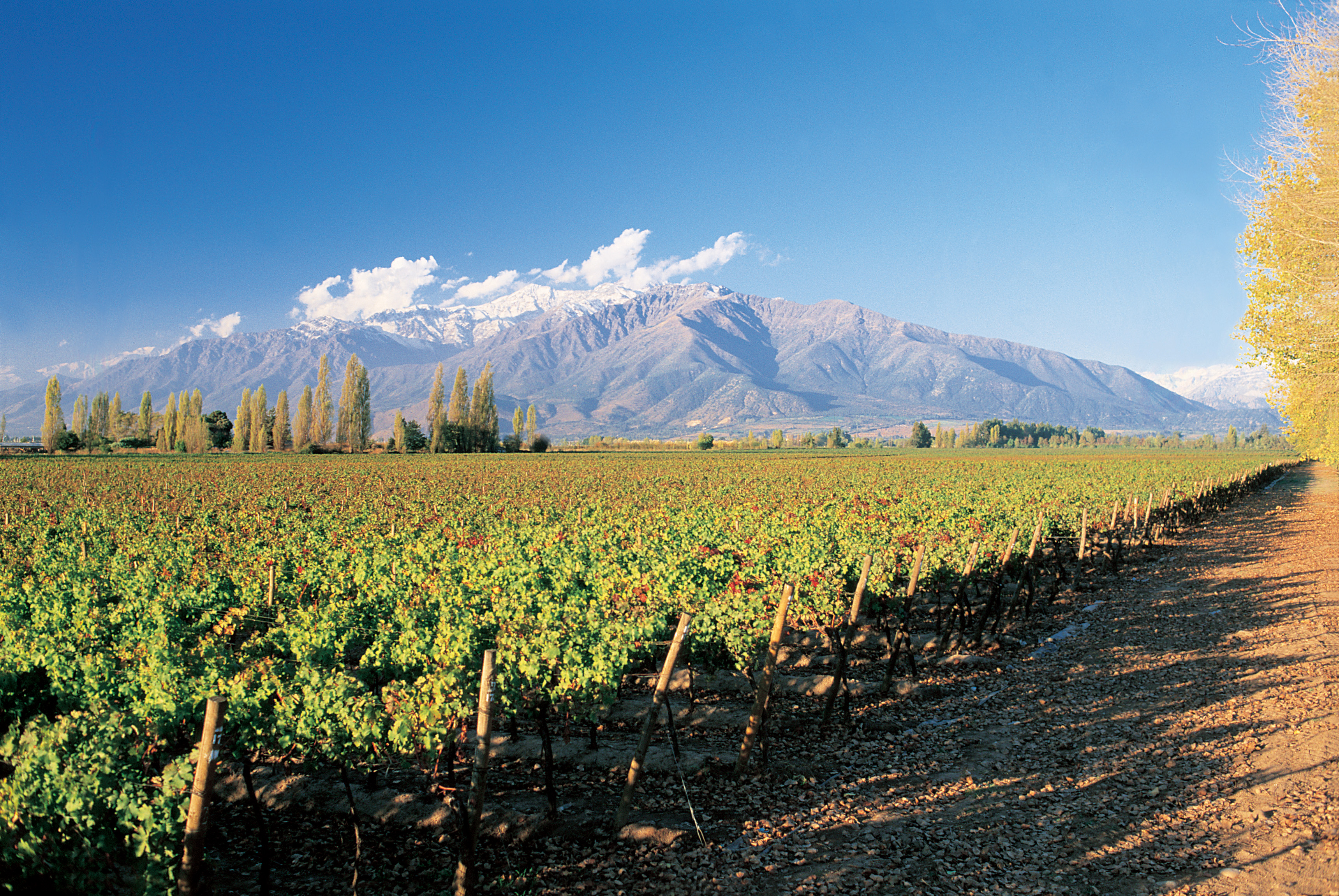
Viñedos en Pirque y Puente Alto.

Viña Concha y Toro S. A. es la compañía controladora de la viña homónima, fundada en Chile en 1883, y que cuenta también con viñas subsidiarias en Argentina y Estados Unidos. Es la principal productora y exportadora de vinos de Latinoamérica, y una de las 10 mayores compañías de vino en el mundo, con 33 millones de cajones vendidos por año en 2014 (297 millones de litros), distribuidos en 135 países. Sus vinos Casillero del Diablo y Don Melchor han logrado reconocimiento internacional. A partir de 2010 es uno de los auspiciadores oficiales del club de fútbol inglés Manchester United FC, y en 2020 algunas de sus filiales han logrado otros acuerdos de patrocinio en el mundo del fútbol, fundamentalmente en Estados Unidos.

## Historia

### Siglo XIX: origen aristocrático
Sus orígenes se remontan a Melchor Concha y Toro, exministro de Hacienda de Chile, y a su esposa, Emiliana Subercaseaux, quienes fundaron la viña en 1883. Para iniciar la bodega, trajo variedades de uva de la región de Burdeos en Francia. Las uvas que trajo fueron: Cabernet Sauvignon, Sauvignon Blanc, Semillon, Merlot y Carmenère.
Actualmente el directorio de la empresa está compuesto por el V marqués de Casa Concha, el diplomático y embajador chileno Mariano Fontecilla de Santiago-Concha, bisnieto del fundador. Así mismo, el presidente de la empresa, Alfonso Larraín Santa María, es hijo de Gabriela Santa María Ovalle, II marquesa de Larraín.
En la actualidad, los viñedos y fábricas de Concha y Toro están conectados por caminos con nombres alusivos a este origen, como son  Marqués de Casa Concha  o Conde de la Conquista, títulos relacionados con la historia nobiliaria de la compañía.

Escudo del Marquesado de Casa Concha, por su fundador y su actual director.[7]
Escudo del Marquesado de Larraín, en conexión con el actual presidente de Concha y Toro.[7]
Escudo de la Familia Rothschild, por el vínculo conjunto para la fundación de Viña Almaviva.[5]

### SigloXX: expansión

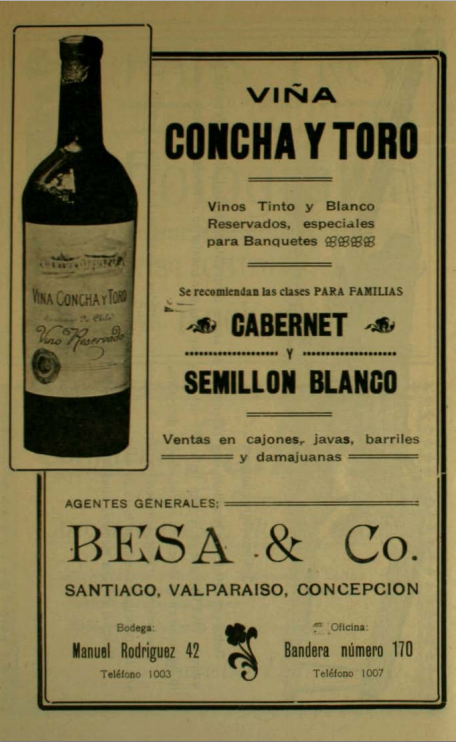
Publicidad de la Viña Concha y Toro en 1913

En 1922 la viña se instituyó como sociedad anónima. En 1933 logra su apertura en la Bolsa de Comercio de Santiago, donde cotiza hasta el día de hoy, y ese mismo año empezó a realizar sus primeras exportaciones, principalmente a Róterdam, Holanda. En 1950, la bodega comienza a adquirir más viñedos y también inicia el proceso de adaptación de su negocio a nuevos mercados y atender una mayor demanda. Entre los años sesenta y noventa se dan importantes pasos en pos del crecimiento de la empresa. En 1966 surge por primera vez la marca Casillero del Diablo, que se constituiría en el sello distintivo de la empresa, y en 1987 sería lanzado su primer vino ultra premium, Don Melchor.
Por aquellos años iniciaría también su expansión a través de la adquisición y/o la creación de viñas y bodegas filiales, como es el caso de Viña Maipo, adquirida en 1968; Viña Cono Sur, creada en 1993; Viña Trivento en Argentina, fundada en 1996; o el joint venture firmado con Château Mouton Rothschild, para la constitución de Viña Almaviva, en 1997. Terminando el siglo, en 1994, se convirtió en la primera viña del mundo en cotizar en la Bolsa de Nueva York, hasta su cese en 2018.

### SigloXXI: globalización
A principios del siglo XXI la compañía internacionalizó aún más sus operaciones: en 2001 inauguró su oficina de comercio logística y distribución en Reino Unido, al que seguirían oficinas en otros 11 países: Brasil, Canadá, China, Estados Unidos, Finlandia, Japón, México, Noruega, Singapur, Sudáfrica y Suecia, que se sumarían a las ya existentes en Chile y Argentina. En 2010 se firma un acuerdo de auspicio con el club inglés Manchester United. A este respecto, el director de auspicios de Manchester United en 2020, Sean Jefferson, ha mencionado que: "La relación de Manchester United con Casillero del Diablo ha sido uno de los partnerships más extensos y exitosos que hemos tenido. La sinergia entre las dos marcas ha llevado a que sea una alianza natural", especialmente por la equivalencia de sus símbolos y sellos distintivos.
En 2011 Concha y Toro compró en Estados Unidos a Fetzer Vineyards, uno de los mayores productores de vino de ese país, por un valor de $238 millones de dólares. La transacción incluyó la compra de varias filiales de Fetzer, tales como Bonterra Vineyards, Five River Wines, Bel Arbor Winery, Jekel Vineyards, y Little Black Dress Wines, que pasaron a propiedad de Concha y Toro.
Más recientemente, Concha y Toro ha logrado campañas publicitarias con Discovery Channel, y su subsidiaria, Viña Trivento, es desde 2020 uno de los patrocinadores oficiales de la Major League Soccer, y al mismo tiempo esta filial ha establecido acuerdos de patrocinio con el club de fútbol Inter de Miami.

## Perfil de la empresa
La estrategia de negocios de la compañía buscó sostener tasas de crecimiento atractivas y alcanzar un cada vez mayor grado de penetración y visibilidad de la marca en los diferentes mercados internacionales. Con este objetivo la compañía desarrolló un amplio catálogo de productos con el que participa en todos los segmentos de mercado ofreciendo vinos de alta calidad a precios competitivos. Hoy Concha y Toro cuenta con una amplia presencia mundial: en 2014 vendió más de 33 millones de cajas de vinos, en 135 países. El área de negocios más relevante de la compañía son las exportaciones, representando el 72,4% de las ventas. Por su parte, el mercado doméstico chileno representa el 17,1% y el mercado doméstico argentino, el 7,2%.

## Filiales y marcas
Concha y Toro produce las siguientes variedades de uva:
- Blanco: Chardonnay, Sauvignon Blanc, Semillon, Gewürztraminer.
- Tinto: Cabernet Sauvignon, Merlot, Carmenère.

### Filiales
Viñas dependientes y subsidiarias
Chile
- Múltiples valles: 
  - Viña Maipo, adquirida en 1968.[5]
  - Viña Cono Sur, fundada en 1993.[5]
- Valle del Maipo: 
  - Viña Don Melchor.
  - Viña Almaviva, fundada en 1997.[5]
  - Viña Pirque.
  - Viña Santa Isabel.
  - Viña El Mariscal.
  - Viña San Adolfo.
  - Viña Lo Mackenna.
- Valle del Maule: 
  - Viña Rauco.
  - Viña Lontué.
  - Viña San Clemente.
  - Viña Curicó.
- Valle de Cachapoal: 
  - Viña Casillero del Diablo.
  - Viña Peumo.
  - Viña Rucahue.
  - Viña Idahue.
  - Viña Las Pataguas.
  - Viña Ucúquer.
- Valle de Colchagua:
  - Viña Palo Santo.
  - Viña La Puerta.
  - Viña Las Mercedes.
  - Viña Chomedahue.
  - Viña Agua Santa.
  - Viña El Estero.
- Valle de Casablanca: 
  - Viña El Triángulo.
  - Viña Lo Ovalle.
  - Viña Los Perales.
- Valle de Curicó:
  - Viña Rauco.
  - Viña San Ignacio.
  - Viña San Manuel.
  - Viña Yungay.
- Valle del Limarí:
  - Maycas del Limarí, adquirida en 2005.[5]
  - Viña Nueva Aurora.
  - Viña Los Acacios.
  - Viña San Julián.
  - Viña El Trapiche Limarí.
  - Viña Lachica.

Argentina
- Mendoza: 
  - Viña Trivento, fundada en 1996.[5]
  - Finca La Chamiza, fundada en 2003.[12]

Estados Unidos
- California: 
  - Fetzer Vineyards, adquirida en 2011.[3]
  - Bonterra Vineyards, adquirido en 2011.[11]
  - Five River Wines, adquirido en 2011.[11]
  - Bel Arbor Winery, adquirido en 2011.[11]
  - Jekel Vineyards, adquirido en 2011.[11]
  - Coldwater Creek Wines.
  - Sanctuary Wines.
  - Little Black Dress Wines, adquirido en 2011.[11]
  - Brown-Forman, adquirido en 2011.

### Centros logísticos
Oficinas comerciales y centros logísticos
Américas
- Chile: VCT Chile.
- Argentina: Trivento Bodegas y Viñedos.
- Brasil: VCT Brazil.
- Canadá: Concha y Toro Canadá.
- Estados Unidos: Excelsior Wines.
- México: VCT & DG México.

Europa
- Finlandia: VCT Finland.
- Noruega: VCT Norway.
- Suecia: VCT Sweeden.
- Reino Unido: Concha y Toro UK.

África y Medio Oriente
- Sudáfrica: VCT Africa & Middle East.

Asia
- China: Gan Lu Wine Trading.
- Japón: VCT Japan.
- Singapur: VCT Asia.

### Marcas

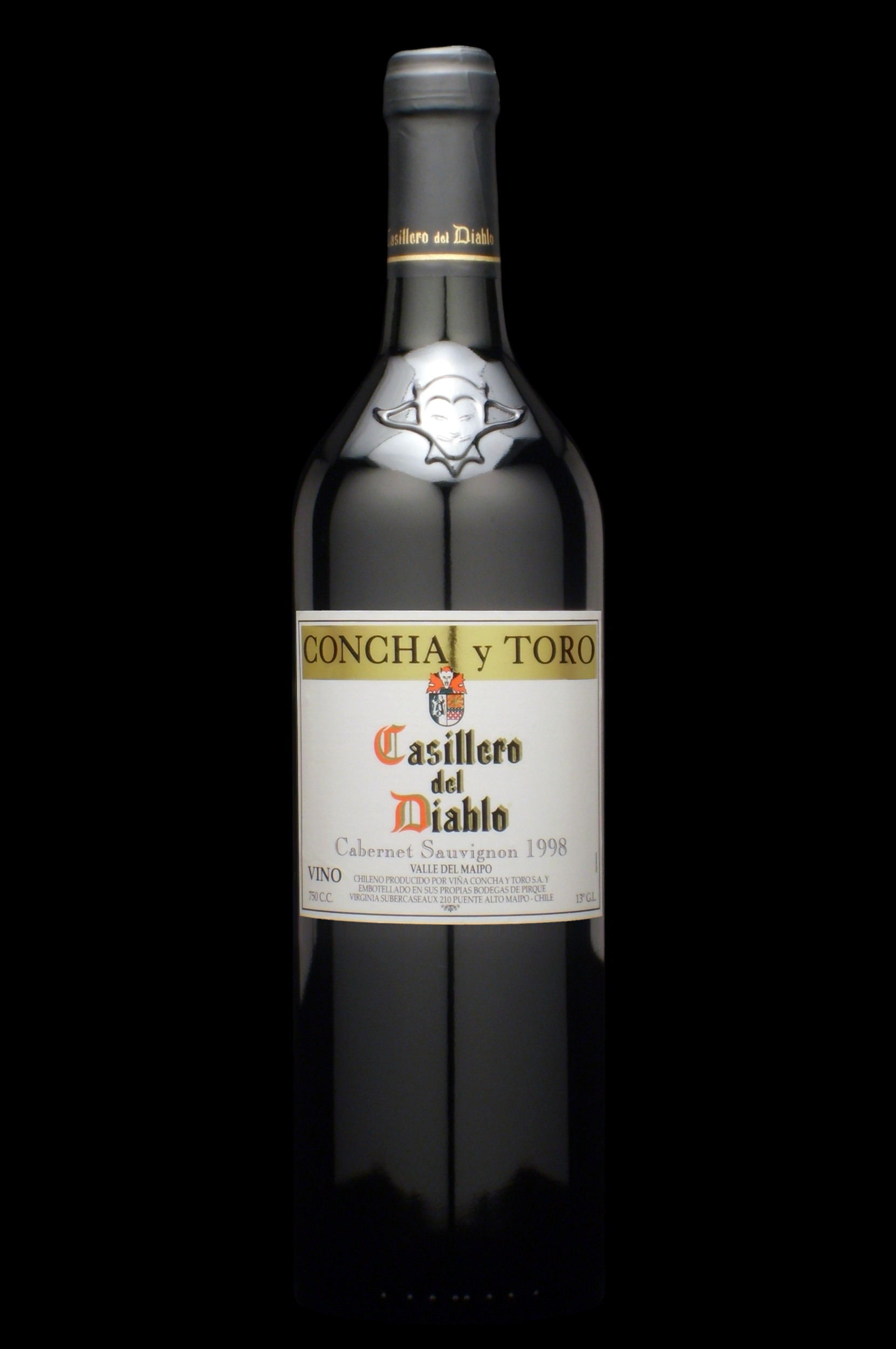
Casillero del Diablo, una de las principales marcas de Concha y Toro.

- Casillero del Diablo.
- Don Melchor.
- Amelia.
- Carmín de Peumo.
- Frontera.
- Gran Reserva Serie Riberas.
- Gravas del Biobío.
- Gravas del Maipo.
- Marqués de Casa Concha.
- Sunrise.
- Terrunyo.
- Trío.

## Premios y reconocimientos
- Nacionales:
  - Viña del año, en 2007, otorgado por la Asociación Vinos de Chile.
  - Viña de la década, para el período 2000-2010, otorgado por la revista Guía de Vinos de Chile.[13]

- Internacionales:
  - La marca de vino más admirada del mundo, en 2011, 2012 y 2013,[14] y segunda del mundo en 2014, 2017 y 2018,[15][16] según Drink International.
  - La marca de vino más admirada de las Américas, entre 2011 y 2019, según Drink International.[14][15][16][4][17]
  - La compañía de vinos más poderosa del mundo, en 2014 y 2015, según Intangible Business.[18]
  - Una de las tres únicas bodegas en ser incluida ininterrumpidamente en el top 100 de las mejores bodegas del mundo, según la revista Wine & Spirits.[19]
  - Mejor compañía internacional de bebidas del año, en 2015 y 2016, otorgado por Drinks Business Awards.[2][19][20]
  - Casillero del Diablo, segunda marca de vinos más poderosa del mundo, en 2018, 2019 y 2020, según Wine Intelligence.[10]